# John Coughran
John Douglas Coughran (nacido el 12 de septiembre de 1951 en Pittsburg, California) es un exjugador de baloncesto estadounidense que disputó una temporada en la NBA, además de jugar previamente cinco temporadas en la liga española y una más en la liga italiana. Con 2,01 metros de estatura, jugaba en la posición de ala-pívot.

## Trayectoria deportiva

### Universidad
Jugó durante tres temporadas con los Golden Bears de la Universidad de California en Berkeley, en las que promedió 14,8 puntos y 8,4 rebotes por partido. Anotó 47 puntos ante Utah State en 1972, lo cual fue récord de la universidad durante 25 años, hasta que fue superado en 1997 por Ed Gray.

### Profesional
Fue elegido en la septuagésimo cuarta posición del Draft de la NBA de 1973 por Cleveland Cavaliers, pero fue despedido antes del comienzo de la temporada.
Se marchó entonces a jugar a la Liga Española, al Club YMCA, con el cual se proclamó máximo anotador de la liga en 1974, promediando 31,7 puntos por partido. Tras la desaparición del equipo madrileño, en 1975 ficha por el Real Madrid, donde permanecería tres temporadas, jugando las dos primeras solo la Copa de Europa (Con Walter Szczerbiak como extranjero en la liga) en las que conseguiría, dos Copas Intercontinentales y una Copa de Europa mientras que en la tercera temporada jugando las competiciones nacionales alcanzaría sendos subcampeonatos.
En 1978 fichó por el Perugina Jeans Roma, donde jugó una temporada, en la que promedió 20,3 puntos y 7,3 rebotes por partido.
Por fin en 1979 pudo cumplir su sueño de jugar en la NBA, fichando por los Golden State Warriors, donde disputó una temporada en la que promedió 2,8 puntos por partido.

## Estadísticas de su carrera en la NBA

### Temporada regular
| Temporada | Edad | Equipo                | Liga | P  | TIT | MIN | TC  | TCA | %TC  | 3P  | 3PA | %3P  | TL  | TLA | %TL  | R.OF. | R.DEF. | REB | ASIS | ROB | TAP | PER | FP  | PTS |
| 1979-80   | 28   | Golden State Warriors | NBA  | 24 |     | 6.7 | 1.2 | 3.4 | .358 | 0.1 | 0.4 | .222 | 0.3 | 0.6 | .571 | 0.1   | 0.7    | 0.8 | 0.5  | 0.3 | 0.0 | 0.5 | 1.0 | 2.8 |
| Total     |      |                       | NBA  | 24 |     | 6.7 | 1.2 | 3.4 | .358 | 0.1 | 0.4 | .222 | 0.3 | 0.6 | .571 | 0.1   | 0.7    | 0.8 | 0.5  | 0.3 | 0.0 | 0.5 | 1.0 | 2.8 |